# Ridderorden in Litouwen
Het ooit machtige middeleeuwse koninkrijk Litouwen bezat geen eigen ridderorde. In het Baltische gebied speelden ridderlijke orden als de Duitse Orde en de Orde van de Zwaardridders wel een grote rol. Litouwen en Polen vormden na 1569 een koninkrijk. Het gebied was een tijdlang Zweeds en daarna eeuwenlang Russisch.
Tijdens de eerste periode van Litouwse onafhankelijkheid in de 20e eeuw werden vijf ridderorden ingesteld die na het herstel van de soevereiniteit in 1990 weer werden uitgereikt.
- De Orde van Vytautas de Grote
- De Orde van het Kruis van Vytis
- De Orde van Groothertog Gediminas van Litouwen
- De Orde voor Verdiensten voor Litouwen

Men reikt de kruisen meestal op 6 juli, de verjaardag van de kroning van koning Mindaugas in 1253 en op 16 februari, de onafhankelijkheidsdag, uit.